# Deutscher Jugendliteraturpreis
Le Deutscher Jugendliteraturpreis (en allemand : prix allemand de littérature de jeunesse) est un prix littéraire allemand qui récompense tous les ans les meilleures œuvres internationales de la littérature jeunesse depuis 1956. Il s'agit du plus grand prix de la littérature jeunesse en Allemagne. Le but du prix est de proposer aux enfants une littérature de qualité qui les aide à grandir.

## Histoire
Le prix a été créé en 1956 par le ministère fédéral de la Famille. Au début, il ne comptait que deux catégories, le meilleur livre pour enfants et le meilleur livre pour jeunes. En plus de ces deux catégories, il y avait parfois un prix spécial.
En 1967, deux nouvelles catégories sont ajoutées : le meilleur livre illustré et le meilleur livre de non-fiction. Ces catégories remplaceront le prix spécial.
Jusqu'en 1981, le prix s'appelait le « Deutscher Jugendbuchpreis » (prix de jeunesse du livre allemand).
Depuis 1991, un prix spécial est décerné pour les œuvres complètes d'un auteur, illustrateur ou traducteur allemand d'œuvres littéraires pour la jeunesse.
Depuis 1996, les lauréats reçoivent en plus d'une somme d'argent une statuette en bronze qui représente Momo, le personnage du roman éponyme de Michael Ende.

## Organisation
Le prix peut récompenser des livres de tous les horizons, à condition qu'ils aient été traduits en allemand.
Le jury, composé de neuf jurés, décerne le prix dans les catégories des livres illustrés, des livres pour enfants, des livres pour jeunes, et des livres de non-fiction. En parallèle, un jury d'adolescents décerne le prix du jury des jeunes depuis 2003. Les jurys examinent les livres de l'année précédente et nomment six titres par catégorie. La liste des nommés est annoncée chaque année lors de la foire du livre de Leipzig. Les lauréats sont ensuite annoncés lors de la foire du livre de Francfort.
La récompense est de 10 000 euros par catégorie. Le prix spécial est doté de 12 000 euros. En 2017, le prix spécial « Nouveaux Talents » a été décerné pour la première fois et donne une récompense de 10 000 euros.
Le Deutscher Jugendliteraturpreis est le prix le plus important décerné en Allemagne pour la littérature de jeunesse.

## Lauréats
| Année | Prix du livre pour enfants                                                                      | Prix du livre pour jeunes                                                                                     | Prix du livre illustré (depuis 1967)                                                     | Prix du livre de non-fiction (depuis 1967)                                                                | Prix du jury des jeunes (depuis 2003)                                      | Prix spécial des nouveaux talents (depuis 2017) | Prix spécial pour l’œuvre complète (depuis 1991) |
| ----- | ----------------------------------------------------------------------------------------------- | --- | ---------------------------------------------------------------------------------------- | --- | -------------------------------------------------------------------------- | --- | ------------------------------------------------ |
| 1956  | Le lion heureux de Roger Duvoisin Mio, mon Mio d'Astrid Lindgren                                | Et même les loups ne sortaient pas de Kurt Lütgen                                                             |                                                                                          | |                                                                            | |                                                  |
| 1957  | The Wheel on the School de Meindert DeJong                                                      | Toyon, a dog of the North and his people de Nicholas Kalashnikoff                                             |                                                                                          | |                                                                            | |                                                  |
| 1958  | Jan und das Wildpferd de Heinrich M. Denneborg                                                  | Roter Mond und Heiße Zeit de Herbert Kaufmann                                                                 | Kasimirs Weltreise de Marlene Reidel                                                     | |                                                                            | |                                                  |
| 1959  | Eric et l'écureuil de Hans Petersohn                                                            | |                                                                                          | |                                                                            | |                                                  |
| 1960  | Mon grand-père et moi de James Krüss                                                            | Schanghai 41 de Elizabeth F. Lewis                                                                            |                                                                                          | |                                                                            | |                                                  |
| 1961  | Jim Bouton et Lucas le chauffeur de locomotive de Michael Ende                                  | |                                                                                          | |                                                                            | |                                                  |
| 1962  | Feuerschuh und Windsandale de Ursula Wölfel                                                     | Sternkinder de Clara Asscher-Pinkhof                                                                          |                                                                                          | |                                                                            | |                                                  |
| 1963  | Mikeš, le chat de Josef Lada                                                                    | L'Île des dauphins bleus de Scott O'Dell                                                                      |                                                                                          | |                                                                            | |                                                  |
| 1964  | Delphinensommer de Katherine Allfrey                                                            | En de groeten van Elio, de Miep Diekmann Illustations de Jenny Dalenoord                                      |                                                                                          | |                                                                            | |                                                  |
| 1965  | Vic le Viking de Runer Jonsson                                                                  | Amerika-Saga de Frederik Hetmann                                                                              | Pilotin de Leo Lionni                                                                    | |                                                                            | |                                                  |
| 1966  | David de Max Bolliger                                                                           | Florian 14: Achter Alarm de Hans Georg Prager                                                                 | Wo ist Wendelin? de Wilfried Blecher                                                     | |                                                                            | |                                                  |
| 1967  | achtung – sturmwarnung hurricane – 23.00 uhr de Andrew Salkey                                   | Im roten Hinterhaus de Peter Berger                                                                           | L'oiseau d'or de Jacob Grimm Illustré par Lilo Fromm                                     | Das Rätsel Nordwestpassage de Kurt Lütgen                                                                 |                                                                            | |                                                  |
| 1968  | Die Zwölf vom Dachboden de Pauline Clarke                                                       | Le fils du Torero de Maia Rodman                                                                              | Les Lutins des frères Grimm Illustré par Katrin Brandt                                   | … und unter uns die Erde de Erich H. Heimann                                                              |                                                                            | |                                                  |
| 1969  | Zlateh la chèvre et autres contes d'Isaac Bashevis Singer                                       | Vive la république ! de Jan Procházka                                                                         | Notre grande ville de Ali Mitgutsch                                                      | |                                                                            | |                                                  |
| 1970  |                                                                                                 | Der Bruder des schweigenden Wolfes de Klára Jarunková                                                         | Kunterbunter Schabernack de Wilfried Blecher                                             | Der Mann, der überlebte de Lawrence Elliott                                                               |                                                                            | |                                                  |
| 1971  | Le Lion Léopold de Reiner Kunze                                                                 | Les exilés de l'espace de Luděk Pešek                                                                         | La pomme et le papillon de Iela Illustré par Enzo Mari                                   | Gesellschaft und Staat de Hanno Drechsler                                                                 |                                                                            | |                                                  |
| 1972  | Geh und spiel mit dem Riesen de Hans-Joachim Gelberg                                            | Krabat d'Otfried Preussler                                                                                    |                                                                                          | Höhlen – Welt ohne Sonne de Ernst Waldemar Bauer                                                          |                                                                            | |                                                  |
| 1973  | Le Roi des concombres de Christine Nöstlinger                                                   | Run softly, go fast de Barbara Wersba                                                                         | Moi, si j'étais grand d'Éva Janikovszky Illustré par László Réber                        | Ich habe sieben Leben de Frederik Hetmann                                                                 |                                                                            | |                                                  |
| 1974  | Quand Hitler s'empara du lapin rose de Judith Kerr                                              | Momo de Michael Ende                                                                                          | La ronde annuelle des marteaux-piqueurs ou la mutation d'un paysage de Jörg Müller       | Le camouflage animal de Otto von Frisch                                                                   |                                                                            | |                                                  |
| 1975  |                                                                                                 | Julie des loups de Jean Craighead George                                                                      | Wir können noch viel zusammen machen de Friedrich Karl Waechter                          | Naissance d'une cathédrale de David Macaulay                                                              |                                                                            | |                                                  |
| 1976  | Oma de Peter Härtling                                                                           | The Guardians de John Christopher                                                                             | Heute wünsche ich mir ein Nilpferd de Elisabeth Borchers Illustré par Wilhelm Schlote    | Planet des Menschen de Theodor Dolezol                                                                    |                                                                            | |                                                  |
| 1977  | Wo die Füchse Blockflöte spielen de Ludvík Aškenazy                                             | Ich bin Fedde d'An Rutgers                                                                                    | Le trésor de Treeborn de Florence P. Heide Illustré par Edward Gorey                     | Les esquimaux de Wally Herbert                                                                            |                                                                            | |                                                  |
| 1978  | Servus Opa, sagte ich leise de Elfie Donnelly                                                   | Der Bleisiegelfälscher de Dietlof Reiche                                                                      | Der große Rutsch de Ray et Catriona Smith                                                | Nest am Fenster de Geraldine L. Flanagan et Sean Morris                                                   |                                                                            | |                                                  |
| 1979  | Les oiseaux de nuit de Tormud Haugen                                                            | | Tout est si beau à Panama de Janosch                                                     | Qui est là ? de Virginia Allen Jensen et Dorcas Woodbury Haller                                           |                                                                            | |                                                  |
| 1980  | Emma oder die unruhige Zeit von Ursula Fuchs                                                    | Joanna de Renate Welsh                                                                                        | Préfèrerais-tu ... de John Burningham                                                    | Sais-tu comment naissent les enfants ? de Grethe Fagerström Illustré par Gunilla Hansson                  |                                                                            | |                                                  |
| 1981  | Drunter und drüber de Jürgen Spohn                                                              | Der lange Weg des Lukas B. de Willi Fährmann                                                                  | Le voyage du canot de Margret Rettich                                                    | Das kurze Leben der Sophie Scholl de Hermann Vinke                                                        |                                                                            | |                                                  |
| 1982  | La maison au fond du jardin de Guus Kuijer                                                      | Alan and Naomie de Myron Levoy                                                                                | Sélina, Trottegrignotte et le chat Florian de Susi Bohdal                                | Von feinen und von kleinen Leuten de Cornelia Julius                                                      |                                                                            | |                                                  |
| 1983  | Der Weg durch die Wand de Robert Gernhardt et Almut Gernhardt                                   | Ganesh de Malcolm Bosse                                                                                       |                                                                                          | |                                                                            | |                                                  |
| 1984  | L'enfant du dimanche de Gudrun Mebs                                                             | In dreihundert Jahren vielleicht de Tilman Röhrig                                                             | Mäusemärchen – Riesengeschichte de Annegert Fuchshuber                                   | Linneas Jahrbuch de Christina Björk Illustré par Lena Anderson                                            |                                                                            | |                                                  |
| 1985  | Le Bon Gros Géant de Roald Dahl                                                                 | Rendez-vous sous l'horloge de Isolde Heyne                                                                    | Des invités bien encombrants d'Annalena MacAfee, Illustré par Anthony Browne             | |                                                                            | |                                                  |
| 1986  | L'Étrange voyage de Sophie de Els Pelgrom                                                       | Lady Punk de Dagmar Chidolue                                                                                  | Attends que je t'attrape ! de Tony Ross                                                  | Für fremde Kaiser und kein Vaterland de Klas Ewert Everwyn                                                |                                                                            | |                                                  |
| 1987  | Ma grand-mère et moi de Achim Bröger                                                            | Briefe an die Königin der Nacht d'Inger Edelfeldt                                                             | Il était une fois deux monstres... de David McKee                                        | Lise, Atomphysikerin de Charlotte Kerner                                                                  |                                                                            | |                                                  |
| 1988  | Deesje macht das schon de Joke van Leeuwen                                                      | Le Nuage de Gudrun Pausewang                                                                                  | Adieu Valentin de Marit Kaldhol Illustations de Wenche Øyen                              | Linnea dans le jardin de Monet de Christina Björk Illustré par Lena Anderson Türme de Paul Maar           |                                                                            | |                                                  |
| 1989  | Die Zeit der geheimen Wünsche de Iva Procházková Illustré par Peter Knorr                       | Zeit für die Hora von Ingeborg Bayer                                                                          | Papa wohnt jetzt in der Heinrichstraße de Nele Maar Illustré par Verena Ballhaus         | Samuel Tillerman de Cynthia Voigt                                                                         |                                                                            | |                                                  |
| 1990  | Rudi de Uwe Timm Illustré par Gunnar Matysiak                                                   | Jan, mon ami de Peter Pohl                                                                                    | La révolte des animaux de la pub de Jörg Steiner Illustré par Jörg Müller                | L'année de la forêt de Irmgard Lucht                                                                      |                                                                            | |                                                  |
| 1991  | Drôle de Noël ! de Wolf Spillner                                                                | Petits coucous d'Anatoli Pristawkin                                                                           | Jamais deux sans trois de Květa Pacovská                                                 | Die eiserne Lerche de Michail Krausnick                                                                   |                                                                            | | Autrice : Ursula Wölfel                          |
| 1992  | Siebenstorch de Benno Pludra Illustré par Johannes K.G. Niedlich                                | Aventures avec le petit homme blanc de Meja Mwangi                                                            | Die Reise nach Ugri-La-Brek de Thomas Tidholm Illustré par Anna-Clara Tidholm            | Linsen, Lupen und magische Skope de Pelle Eckerman Illustré par Sven Nordqvist                            |                                                                            | |                                                  |
| 1993  | La Société secrète de Henning Mankell                                                           | Jack d'Amy Homes                                                                                              | Moi, papa ours ? de Wolf Erlbruch                                                        | Safari ins Reich der Sterne de Helmut Hornung                                                             |                                                                            | | Auteur : Josef Guggenmos                         |
| 1994  | Tu sais siffler, Johanna ? d'Ulf Stark Illustré par Anna Höglund                                | Le Monde de Sophie de Jostein Gaarder                                                                         | Macker de David Hughes                                                                   | Anne Frank de Ruud vaan der Rol et Rian Verhoeven                                                         |                                                                            | | Traductrice : Mirjam Pressler                    |
| 1995  | Wenn das Glück kommt, muß man ihm einen Stuhl hinstellen de Mirjam Pressler                     | Du fehlst mir, du fehlst mir! de Peter Pohl et Kinna Gieth                                                    | John Chatterton détective d'Yvan Pommaux                                                 | Die Zeit ist kaputt von Klaus Kordon                                                                      |                                                                            | | Illustrateur : Klaus Ensikat                     |
| 1996  | Quand le monde était jeune de Jürg Schubiger Illustré par Rotraut Susanne Berner                | Winterbucht de Mats Wahl                                                                                      | Feuerland ist viel zu heiß! de Anna Höglund                                              | Rot, Blau und ein bißchen Gelb de Bjørn Sortland Illustré par Lars Elling                                 |                                                                            | | Auteur : Paul Maar                               |
| 1997  | Les rois de la combine de Sheila Och                                                            | So Lonely de Per Nilsson                                                                                      | Toi grand et moi petit de Grégoire Solotareff                                            | Königskinder – Eine wahre Liebe de Reinhard Kaiser                                                        |                                                                            | | Illustratrice : Binette Schroeder                |
| 1998  | Entre deux saisons de bonheur d'Irene Dische                                                    | À mains nues de Bart Moeyaert Illustré par Rotraut Susanne Berner                                             | Grand-père s'en est allé d'Amelie Fried, illustré par Jacky Gleich                       | Haus der Kunst de Susanna Partsch                                                                         |                                                                            | | Auteur : Peter Hacks                             |
| 1999  | Une île trop loin d'Annika Thor                                                                 | Frères de Ted van Lieshout                                                                                    | Le loup rouge de Friedrich Karl Waechter                                                 | Le Tibet : les secrets d'une boîte rouge de Peter Sís                                                     |                                                                            | | Traductrice : Birgitta Kicherer                  |
| 2000  | Hodder der Nachtschwärmer de Bjarne Reuter                                                      | Blueprint de Charlotte Kerner                                                                                 | Un, deux, trois et toi de Nadia Budde                                                    | Mademoiselle Pop und Madame Up. Un étonnant voyage au pays du papier d'Antje von Stemm                    |                                                                            | | Illustrateur : Nikolaus Heidelbach               |
| 2001  | Ce jour-là j'ai apprivoisé les araignées de Jutta Richter                                       | Les délaissés de Richard van Camp                                                                             | Schreimutter de Jutta Bauer                                                              | Sonnenfresser. Wie Pflanzen leben de Susanne Paulsen                                                      |                                                                            | | Auteur : Peter Härtling                          |
| 2002  | Unis pour la vie de Guus Kuijer Illustré par Alice Hoogstad                                     | Ich habe einfach Glück d'Alexa Hennig von Lange                                                               | Tout un monde de Katy Couprie et Antonin Louchard                                        | Das visuelle Lexikon der Umwelt de Bernd Schuh                                                            |                                                                            | | Traductrice : Cornelia Krutz-Arnold              |
| 2003  | Une folle famille de Philip Ardagh                                                              | Prinz William, Maximilian Minsky und ich de Holly-Jane Rahlens                                                | Invisible de Katja Kamm                                                                  | Félix et l'argent de Nikolaus Piper                                                                       | Krokodil im Nacken de Klaus Kordon                                         | | Illustrateur : Wolf Erlbruch                     |
| 2004  | Un mouton pour la vie de Maritgen Matter Illustré par Anke Faust                                | Marsmädchen de Tamara Bach                                                                                    | Fox de Margaret Wild Illustré par Ron Brooks                                             | Lieber wütend als traurig. Die Lebensgeschichte der Ulrike Marie Meinhof d'Alois Prinz                    | Le Clan des Otori, tome 1 : Le Silence du Rossignol de Lian Hearn          | | Auteur : Benno Pludra                            |
| 2005  | Die Kurzhosengang de Victor Caspak et Yves Lanois                                               | Polococktail Party de Dorota Masłowska                                                                        | Le cheval magique de Han Gan de Chen Jianghong                                           | Les insectes, d'ingénieux bâtisseurs d'Anne Möller                                                        | Im Schatten der Wächter de Graham Gardner                                  | | Traducteur : Harry Rowohlt                       |
| 2006  | C'est la vie, Lili de Valérie Dayre                                                             | Wie schön weiß ich bin de Dolf Verroen                                                                        | Mais pourquoi ??! L'histoire d'Elvis de Peter Schössow                                   | Denk nicht, wir bleiben hier!‘ – Die Lebensgeschichte des Sinto Hugo Höllenreiner d'Anja Tuckermann       | Lucas de Kevin Brooks                                                      | | Illustratrice : Rotraut Susanne Berner           |
| 2007  | Petite sœur de Jon Fosse Illustré par Aljoscha Blau                                             | Wir retten Leben, sagt mein Vater de Do van Ranst                                                             | La reine Gisèle de Nikolaus Heidelbach                                                   | Le cancer de maman de Brian Fies                                                                          | Le Messager de Markus Zusak                                                | | Autrice : Kirsten Boie                           |
| 2008  | Le Portrait d'Ivan de Paula Fox                                                                 | Si jamais de Meg Rosoff                                                                                       | Hansel et Gretel des frères Grimm Illustré par Susanne Janssen                           | Der Kick. Ein Lehrstück über Gewalt d'Andres Veiel                                                        | Simple de Marie-Aude Murail                                                | | Traductrice : Gabriele Haefs                     |
| 2009  | Rico et Oscar d'Andreas Steinhöfel                                                              | The Road of the Dead de Kevin Brooks                                                                          | Contes de la banlieue lointaine de Shaun Tan                                             | Das Rätsel der Varusschlacht de Wolfgang Korn Illustré par Klaus Ensikat                                  | La voleuse de livres de Markus Zusak                                       | | Illustratrice : Jutta Bauer                      |
| 2010  | Ma maman est en amérique elle a rencontré Buffalo Bill de Jean Regnaud Illustré par Emile Bravo | Choisis quelque chose, mais dépêche-toi ! : Souvenirs d'enfance de Berlin-Est en dix chapitres de Nadia Budde | L'Été de Garmann de Stian Hole                                                           | Mutige Menschen de Christian Nürnberger                                                                   | Hunger Games de Suzanne Collins                                            | | Autrice : Mirjam Pressler                        |
| 2011  | Anton taucht ab de Milena Baisch Illustré par Elke Kusche                                       | Goodbye Berlin de Wolfgang Herrndorf                                                                          | L'histoire du renard qui n'avait plus toute sa tête de Martin Baltscheit                 | La famille dans tous ses états de Alexandra Maxeiner Illustré par Anke Kuhl                               | Sous hauté dépendance d'Ursula Poznanski                                   | | Traducteur : Tobias Scheffel                     |
| 2012  | Frerk, du Zwerg! de Finn-Ole Heinrich Illustré par Rán Flygenring                               | Il était une fois au pays des indiens de Nils Mohl                                                            | Mia schläft woanders de Pija Lindenbaum                                                  | Le Livre des grands contraires philosophiques d'Oscar Brenifier Illustré par Jacques Després              | Quelques minutes après minuit de Patrick Ness                              | | Illustrateur : Norman Junge                      |
| 2013  | The Unforgotten Coat de Frank Cottrell-Boyce                                                    | Abzählen de Tamta Melaschwili                                                                                 | Je veux mon chapeau de John Klassen                                                      | Le Boxer de Reinhard Kleist                                                                               | Nos étoiles contraires de John Green                                       | | Auteur : Andreas Steinhöfel                      |
| 2014  | Königin des Sprungturms de Martina Wildner                                                      | Pierre contre ciseaux de Inés Garland                                                                         | Akim court de Claude K. Dubois                                                           | Gerda Gelse: Allgemeine Weisheiten über Stechmücken de Heidi Trpak Illustré par Laura Momo Aufderhaar     | Wonder de Raquel J. Palacio                                                | | Traductrice : Angelika Kutsch                    |
| 2015  | Le Rêveur de Pam Muñoz Ryan Illustré par Peter Sís                                              | Schneeriese de Susan Kreller                                                                                  | Monsieur Chat ! de David Wiesner                                                         | Und dann platzt der Kopf de Christina Röckl                                                               | A comme aujourd'hui de David Levithan                                      | | Illustratrice : Sabine Friedrichson              |
| 2016  | Wadjda de Hayfa Al Mansour                                                                      | Mädchenmeute de Kirsten Fuchs                                                                                 | Le chien que Nino n'avait pas de Edward van de Vendel Illustré par Anton van Hertbruggen | Im Eisland de Kristina Gehrmann                                                                           | Sommer unter schwarzen Flügeln de Peer Martin                              | | Auteur : Klaus Kordon                            |
| 2017  | Sally Jones de Jakob Wegelius                                                                   | The smell of other people's houses de Bonnie-Sue Hitchcock                                                    | Hier kommt keiner durch d'Isabel Minhós Martins Illustré par Bernardo P. Carvalho        | Abeilles de Piotr Socha                                                                                   | Love, Simon de Becky Albertalli                                            | Auteur : Mario Fesler pour Lizzy Carbon und der Klub der Verlierer                                                                                      | Autrice : Gudrun Pausewang                       |
| 2018  | Viele Grüße, Deine Giraffe de Megumi Iwasa Illustré par Jörg Mühle                              | Als ich mit Hitler Schnapskirschen aß de Manja Präkels                                                        | Tête de mule de Øyvind Torseter                                                          | Der Dominoeffekt oder Die unsichtbaren Fäden der Natur de Gianumberto Accinelli Illustré par Serena Viola | The hate U give d'Angie Thomas                                             | Traductrice : Gesa Kunter pour sa traduction du suédois de Schreib, schreib, schreib de Ylva Karlsson et Katarina Kuick                                 | Traducteur : Uwe-Michael Gutzschhahn             |
| 2019  | C'est l'Univers qui l'a voulu d'Erin Entrada Kelly                                              | Ich weiß, heute Nacht werde ich träumen de Steven Herrick                                                     | Polka für Igor d'Iris Anemone Paul                                                       | Extremismus d'Anja Reumschüssel                                                                           | Le goût amer de l'abîme de Neal Shusterman Illustré par Brendan Shusterman | Illustratrice : Iris Anemone Paul pour Polka für Igor                                                                                                   | Illustrateur : Volker Pfüller                    |
| 2020  | Freibad – Ein ganzer Sommer unter dem Himmel de Will Gmehling                                   | Wie der Wahnsinn mir die Welt erklärte de Dita Zipfel Illustré par Rán Flygenring                             | Triange, carré, cercle de Mac Barnett, illustré par Jon Klassen                          | A wie Antarktis – Ansichten vom anderen Ende der Welt de David Böhm                                       | Moon Brothers de Sarah Crossan                                             | Autrice : Rieke Patwardhan pour Forschungsgruppe Erbsensuppe oder wie wir Omas großem Geheimnis auf die Spur kamen                                      | Autrice : Cornelia Funke                         |
| 2021  | Irgendwo ist immer Süden de Marianne Kaurin                                                     | Haïkus de Sibérie de Jurga Vile Illustré par Lina Itagaki                                                     | Unsichtbar in der großen Stadt de Sydney Smith                                           | 100 Kinder de Christoph Drösser Illustré par Nora Coenenberg                                              | Par le feu de Will Hill                                                    | Traductrice : Lena Dorn pour sa traduction du tchèque de Typo & Graillon de Barbora Klárová et Tomáš Končinský (texte) et Daniel Špaček (illustrations) |                                                  |
| 2022  | Die Suche nach Paulie Fink de Ali Benjamin                                                      | Dunkelnacht de Kirsten Boie                                                                                   | Le repaire de Emma Adbåge                                                                | Der Duft der Kiefern – Meine Familie und ihre Geheimnisse de Bianca Schaalburg                            | Hard Land : Les 49 Secrets de Grady de Benedict Wells                      | Illustratrice : Mia Oberländer | Illustrateur : Hans Ticha                        |